# Vasyl' Račyba
Vasyl' Dmytrovyč Račyba (in ucraino Василь Дмитрович Рачиба?; Kropyvnyk, 27 gennaio 1982) è un lottatore ucraino, specializzato nella lotta greco-romana.
Campione europeo a Dortmund 2011 e vicecampione a Haparanda 2004.

## Biografia
È stato allenato da Yuri Tsikalenko. La sua squadra di club è stato il CSKA Kiev.
Ha ottenuto il primo podio internazionale ai campionati militari di Istanbul 2003, dove si è classificato secondo nel torneo dei -74 chilogrammi, sconfitto in finale dal turco Mahmut Altay.
L'anno successivo agli europei di Haparanda 2004 ha vinto la medaglia d'argento, perdendo l'incontro decisivo contro il russo Mikhail Ivanchenko.
Si è laureato campione continentale agli europei di Dortmund 2011, vincendo in finale contro il russo Alan Khugaev della categoria 84 chilogrammi.
Ha rappresentato la Ucraina ai Giochi olimpici estivi di Londra 2012, terminando ottavo nel torneo degli 84 chilogrammi.

## Palmarès
- Europei

Haparanda 2004: argento nei -74 kg;
Dortmund 2011: oro nei -84 kg;
- Campionati militari

Istanbul 2003: argento nei -74;